# SERPINB10
SERPINB10 (англ. Serpin family B member 10) – білок, який кодується однойменним геном, розташованим у людей на короткому плечі 18-ї хромосоми. Довжина поліпептидного ланцюга білка становить 397 амінокислот, а молекулярна маса — 45 403.
| 10         |  | 20         |  | 30         |  | 40         |  | 50         |
| ---------- |  | ---------- |  | ---------- |  | ---------- |  | ---------- |
| MDSLATSINQ |  | FALELSKKLA |  | ESAQGKNIFF |  | SSWSISTSLT |  | IVYLGAKGTT |
| AAQMAQVLQF |  | NRDQGVKCDP |  | ESEKKRKMEF |  | NLSNSEEIHS |  | DFQTLISEIL |
| KPNDDYLLKT |  | ANAIYGEKTY |  | AFHNKYLEDM |  | KTYFGAEPQP |  | VNFVEASDQI |
| RKDINSWVER |  | QTEGKIQNLL |  | PDDSVDSTTR |  | MILVNALYFK |  | GIWEHQFLVQ |
| NTTEKPFRIN |  | ETTSKPVQMM |  | FMKKKLHIFH |  | IEKPKAVGLQ |  | LYYKSRDLSL |
| LILLPEDING |  | LEQLEKAITY |  | EKLNEWTSAD |  | MMELYEVQLH |  | LPKFKLEDSY |
| DLKSTLSSMG |  | MSDAFSQSKA |  | DFSGMSSARN |  | LFLSNVFHKA |  | FVEINEQGTE |
| AAAGSGSEID |  | IRIRVPSIEF |  | NANHPFLFFI |  | RHNKTNTILF |  | YGRLCSP    |

A: Аланін

C: Цистеїн

D: Аспарагінова кислота

E: Глутамінова кислота

F: Фенілаланін

G: Гліцин

H: Гістидин

I: Ізолейцин

K: Лізин

L: Лейцин

M: Метіонін

N: Аспарагін

P: Пролін

Q: Глутамін

R: Аргінін

S: Серин

T: Треонін

V: Валін

W: Триптофан

Кодований геном білок за функціями належить до інгібіторів протеаз, інгібіторів серинових протеаз. 
Локалізований у цитоплазмі, ядрі.